# Воробчак, Назарий Владимирович
Наза́рий Влади́мирович Воробча́к (укр. Назарій Володимирович Воробчак; род. 22 марта 2000, Бурштын, Ивано-Франковская область) — украинский футболист, полузащитник клуба «Минай».

## Биография
Родился 22 марта 2000 года в городе Бурштын Галичского района. Футболом начал заниматься в 2012 году в «УФК-Карпаты», где выступал в течение четырех сезонов. Затем выступал на молодежном уровне за «Энергетик-ДЮСШ» (Галич) и «Нику» (Ивано-Франковск). Взрослую футбольную карьеру начал в 2017 году в «Бистрице» (Волчинец), выступавшей в чемпионате Ивано-Франковской области.
В преддверии старта сезона 2018/19 годов перешел в структуру «Александрии». В футболке «горожан» дебютировал 10 августа 2018 в ничейном (1:1) выездном поединке 1-го тура юношеского чемпионата Украины против «Мариуполя». Назар вышел на поле в стартовом составе и отыграл весь матч. Первым голом за юношескую команду александрийцев отличился 28 сентября 2018 на 60-й минуте победного (3:0) домашнего поединка 7-го тура против киевского «Арсенала». Воробчак вышел на поле в стартовом составе и отыграл весь матч. За «Александрию» в молодёжном чемпионате Украины дебютировал 21 мая 2019 в проигранном (0:2) выездном поединке 30-го тура против полтавской «Ворсклы». Назарий вышел на поле на 58-й минуте, заменив Андрея Глобу. В сезоне 2018/19 годов сыграл 25 матчей за юношескую команду, а также 3 поединка за молодёжную команду «горожан». Кроме этого отличился 9-ю голами в юношеском чемпионате Украины, благодаря чему стал вторым лучшим бомбардиром александрийской команды. Летом 2021 года усилил галицкие «Карпаты», в футболке которых сыграл 21 матча и отличился 6-ю голами в любительском чемпионате и кубке Украины.
10 февраля 2020 подписал 2-летний контракт с «Прикарпатьем». В футболке франковского клуба дебютировал 24 июня 2020 в проигранном (1:5) выездном поединке 20-го тура Первой лиги Украины против «Николаева». Назарий вышел на поле в стартовом составе, а на 41-й минуте его заменил Владимир Радульский. Дебютный гол за «Прикарпатье» отличился 6 октября 2020 года на 3-й минуте ничейного (1:1) домашнего поединка 5-го тура Первой лиги Украины против одесского «Черноморца». Воробчак вышел на поле в стартовом составе и отыграл весь матч, а на 39-й минуте получил желтую карточку. 28 декабря 2020 признан болельщиками вторым лучшим игроком «орлов» осенней части чемпионата 2020/21. В начале декабря 2020 по информации вебпортала ua-football.com (в свою очередь ссылается на Meta-ratings.com.ua) Назар Воробчак заинтересовал «Верес».